# Lamelligomphus risi
Lamelligomphus risi is een echte libel (Anisoptera) uit de familie van de rombouten (Gomphidae).
De soort staat op de Rode Lijst van de IUCN als onzeker, beoordelingsjaar 2010.
De wetenschappelijke naam van de soort werd in 1922 als Gomphus risi gepubliceerd door Frederic Charles Fraser.